# Интернирование

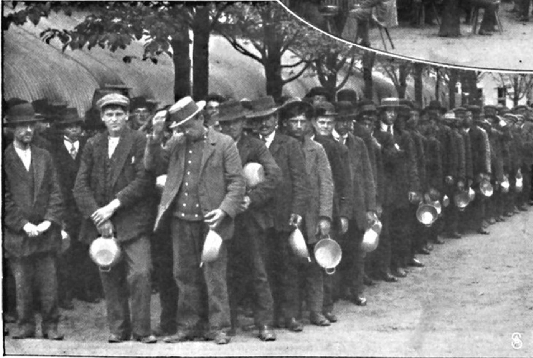
Интернированные в очереди за едой. Германия, 1914 год

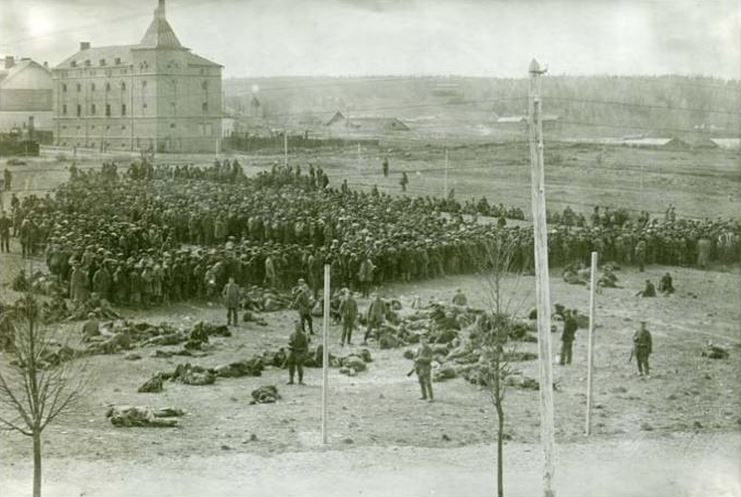
Интернированные красногвардейцы в концлагере под Лахти во время гражданской войны в Финляндии, 1918 год

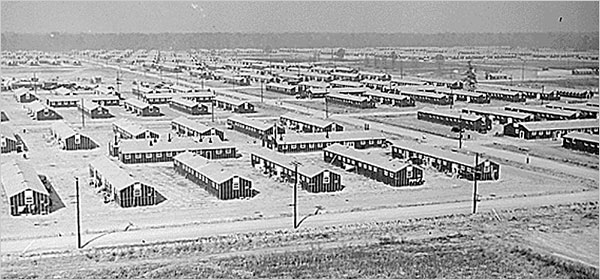
Лагерь для интернированных японцев в Арканзасе во время Второй мировой войны

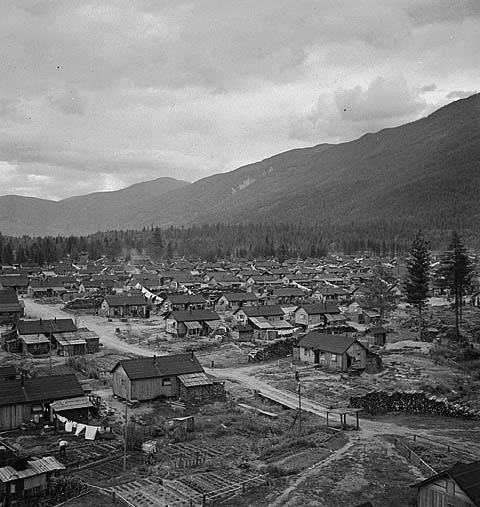
Лагерь для интернированных японцев в Канаде, июнь 1944 года

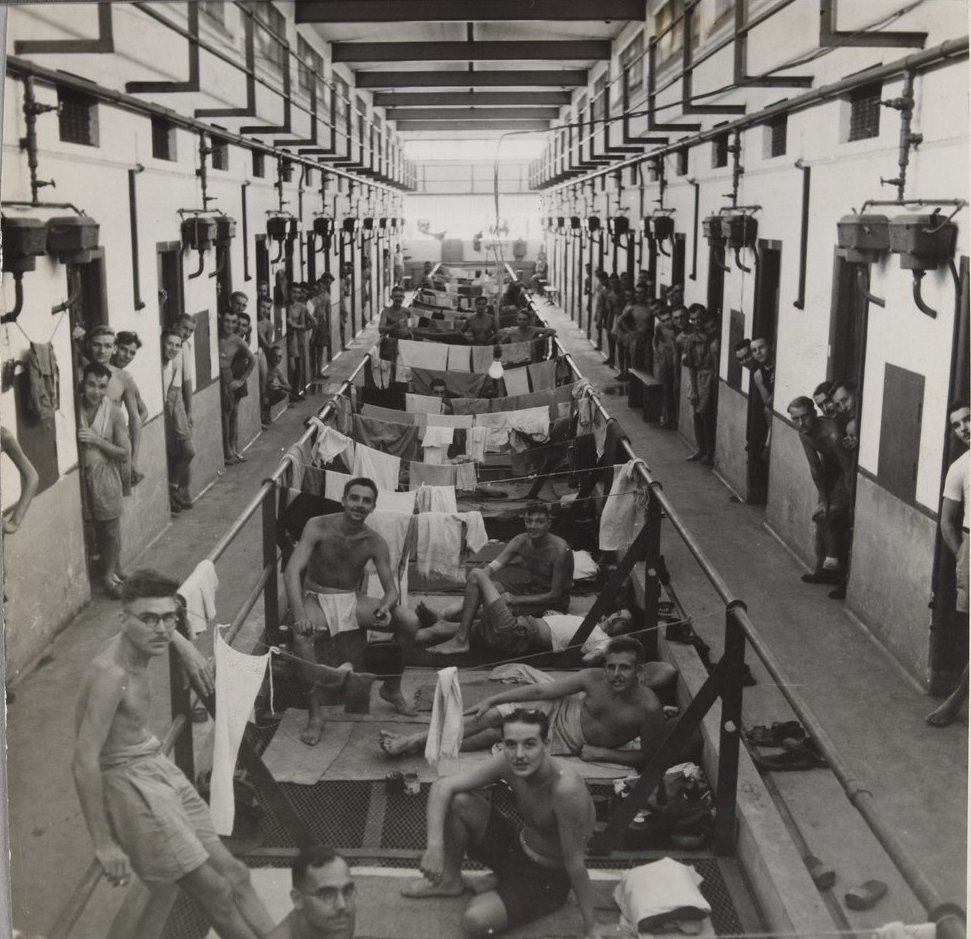
1945 год, освобождённые узники Концлагерь в Чанги, основанного в Сингапуре после его захвата Японской империей

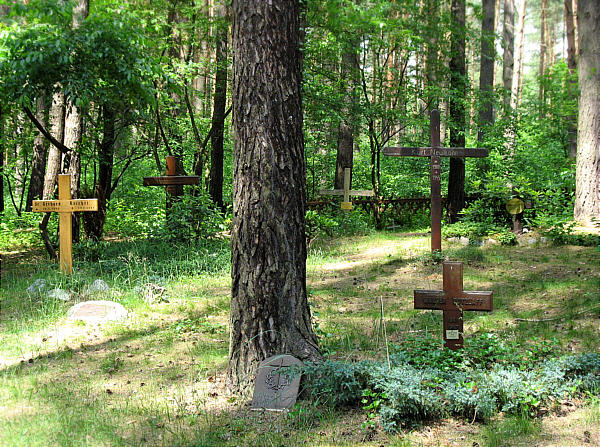
Символическое лесное кладбище заключённых спецлагеря № 7, организованного НКВД в 1945 году после оккупации Германии для интернированных немцев на территории бывшего нацистского концентрационного лагеря Заксенхаузен

Интерни́рование (лат. internus «внутренний; местный») — принудительное задержание, переселение или иное ограничение свободы передвижения, устанавливаемое одной воюющей стороной для находящихся на её территории граждан другой воюющей стороны или для граждан другой воюющей стороны, находящихся на оккупированной первой воюющей стороной территории, или нейтральным государством для военнослужащих воюющих сторон. В некоторых случаях интернированием называется лишение свободы или переселение государством своих граждан, считающихся неблагонадёжными (обычно — во время войн).

## Объекты
Интернированию могут быть подвергнуты:
- Гражданские лица, оказавшиеся во время войны на территории воюющего государства-противника или на оккупированной этим государством территории.
- Военнослужащие, оказавшиеся на территории государства-противника в период временного прекращения военных (боевых) действий.
- Военнослужащие любого воюющего государства, находящиеся на территории нейтрального государства во время войны.

Также в прошлом интернированию подвергались гражданские лица, граждане воюющего государства, которые считаются потенциально опасными и склонными к сотрудничеству с противником. Примеры: интернирование членов американских и британских фашистских партий соответственно в США и Великобритании, помещение в лагеря граждан японского происхождения в США.
В случае интернирования военнослужащих задерживается также имеющееся при них вооружение и военная техника. Задержание военнослужащих воюющего государства-противника во время военных (боевых) действий интернированием не является, а представляет собой пленение.

## Цель
- Интернирование гражданских лиц и военнослужащих на территории страны-противника имеет целью недопущение участия этих лиц в войне против данного государства (которое возможно в случае возвращения этих лиц в свою страну).
- Интернирование гражданских лиц на территории, оккупированной страной-противником, имеет целью обеспечение безопасности оккупационных войск от враждебных действий потенциально опасных лиц.
- Интернирование военнослужащих на территории нейтральной страны имеет целью сохранение режима нейтралитета данной страны (так как разрешение на нахождение военнослужащих, оружия или военной техники одной из сторон на территории государства может рассматриваться другой стороной как участие в войне на стороне противника, то есть нарушение нейтралитета).

## Порядок
Интернируемые помещаются в специально отведённой для них местности, которую им запрещается покидать. При задержании интернируемому должна быть предоставлена возможность взять с собой необходимый запас одежды, обуви, пищи, воды, медикаментов, иных предметов первой необходимости. Государство, интернирующее иностранных граждан, обязано за свой счёт обеспечить для них соответствующие условия проживания. Не допускается размещение интернированных в нездоровой местности, климат которой вреден для интернированных. Интернированным должно быть обеспечено пригодное для проживания жильё, оборудованное в соответствии с санитарными нормами, одежда, питание, медицинское обслуживание.
С целью защиты интернированных от опасностей, вызываемых военными (боевыми) действиями, места их расположения на территориях воюющих государств или на оккупированной территории могут быть согласованы воюющими сторонами. В случае, если территория, на которой находятся интернированные, подвергается воздушным налётам или иным опасностям войны, государство обязано принимать для защиты интернированных все меры, которые принимаются на данной территории для защиты собственного гражданского населения (постройка убежищ, использование системы оповещения и так далее).
Государство обязано содействовать нейтральным международным организациям, занимающимся розыском пропавших лиц, в определении местонахождения интернированных.
Решения о принудительном поселении в определённом месте или интернировании лиц из населения оккупированной территории должны приниматься согласно нормальной процедуре, которая должна быть определена оккупирующей державой. Эта процедура должна предусматривать право на апелляцию со стороны заинтересованных лиц. Решения по этой апелляции будут приниматься в возможно короткий срок. Если решения останутся в силе, они должны быть предметом периодического пересмотра, по возможности не реже одного раза в шесть месяцев, со стороны компетентного органа, созданного данной державой.

## Права интернированных
Интернируемые имеют право на гуманное обращение, уважение их личности, чести, семейных прав, религиозных и национальных традиций, обрядов, привычек и обычаев. Они должны быть защищены от насилия, запугивания, оскорблений, любопытства толпы. Женщины должны специально охраняться от посягательств на их половую неприкосновенность и от принуждения к занятию проституцией.
Интернированным должна быть обеспечена возможность сообщения семье о месте своего пребывания, обращения в международные гуманитарные организации, возможность получения корреспонденции и посылок с одеждой, едой, медицинскими препаратами, предметами религиозного назначения. Интернированный имеет право подать ходатайство о разрешении ему вернуться на родину, при условии приведения основательных доводов в пользу того, что он не будет, вернувшись, тем или иным образом принимать участие в войне. Это ходатайство должно рассматриваться в разумные сроки, интернированный должен иметь возможность обжалования отказа, если таковой последует, в суде.
Запрещается применение к интернированным любых форм насилия или его угрозы, в том числе с целью получения от них сведений о них самих или третьих лицах. Запрещается посягательство на имущество интернированных. Интернированные не могут подвергаться медицинским или иным научным экспериментам, если это не вызывается необходимостью оказания им медицинской помощи.
Интернированный не может быть наказан за действия, совершённые другим лицом. Применение к интернированным любых форм коллективного наказания категорически запрещается. Интернированных запрещается использовать в качестве заложников или «живого щита» (помещать их в определённое место для защиты этого места от военного нападения противника).
Интернированные не могут принуждаться к труду, за следующими исключениями:
- интернированные врачи и иной медицинский персонал могут быть принудительно привлечены к оказанию медицинской помощи другим интернированным;
- возможно принудительное привлечение интернированных к работам по управлению, поддержанию порядка, кухонным и иным хозяйственным работам в местах интернирования, а также к защите других интернированных от воздушных налётов или других опасностей войны.

В любом случае запрещается:
- принуждение интернированных к службе в вооружённых силах (как в боевых, так и во вспомогательных частях);
- любые формы давления, пропаганды службы в вооружённых силах;
- использование интернированных на любых работах, непосредственно связанных с ведением военных (боевых) действий;
- использование на работах лиц до 18-летнего возраста;
- любая работа, носящая оскорбительный или унизительный характер;
- использование интернированного на работе, для которой он не годен по медицинским показателям.

Привлекая к работе интернированных, государство обязано обеспечивать условия, не хуже чем собственным гражданам, выполняющим ту же самую работу в этом же районе, в том числе: продолжительность рабочего дня, заработную плату, компенсации за несчастные случаи и профессиональные заболевания. Добровольно поступив на работу, интернированный имеет право отказаться от неё, проработав не менее шести недель и предупредив об этом за восемь дней.

## Законодательные акты
Режим интернирования был оговорён Гаагскими конвенциями 1907 года о правах и обязанностях нейтральных держав в случае войны, затем закреплён Женевской конвенцией 1929 года, в настоящее время определяющим его актом является Женевская конвенция 1949 года «О защите гражданского населения во время войны».